# Wan Chun
Die Wan Chun war ein Kühlschiff, das im November 1972 vor dem niederländischen Ort Castricum strandete und bis zu ihrer Abwrackung 1975 als lokale Attraktion bekannt war.

## Geschichte und Charakteristika

### Charakteristika
Das Kühlschiff wurde als Pacific Express auf der schwedischen Kockums-Werft in Malmö unter der Baunummer 225 für die norwegische Reederei Skibs-A/S Seattle gebaut. Das Schiff hatte vier Laderäume mit einem Gesamtvolumen von 6.055 m3. Außerdem verfügte der Frachter über zwei bordeigene Kräne und zehn Ladebäume.

### Bau 1939–1945
Die Kiellegung erfolgte am 4. September 1939. Am 28. März 1940 wurde das Schiff zu Wasser gelassen. Im Rahmen der 100-jährigen Jubiläumsfeier der Bauwerft wurde an Bord des Schiffes ein Festessen ausgerichtet, bei welchem der damalige schwedische Ministerpräsident Per Albin Hansson zugegen war. Den Zweiten Weltkrieg verbrachte das Schiff vor Stockholm als Auflieger. Die Fertigstellung erfolgte schließlich im September 1945.

### Frachtdienst 1945–1972
Für die Reederei fuhr das Kühlschiff auf der Fruit Express Line im Fruchttransportdienst zwischen der pazifischen US-Küste und Europa. Im Jahr 1950 befand sich das Schiff zu Reparaturarbeiten bei der Stülcken-Werft in Hamburg.
Im März 1963 wurde die Pacific Express an die norwegische Erling Hansen Rederi A/S & Skibs-A/S Linea für 155.000 Britische Pfund verkauft und in Ranada umbenannt. Im Oktober 1972 wurde das Schiff für 130.000 US-Dollar an die taiwanesische Wan Lung Nav. Co. S.A. verkauft und in Wan Chun (übersetzt Guter Sommer) umbenannt.

## Havarie und Verbleib

### Havarie 1972
Anfang November 1972 hatte die neue Mannschaft aus Taiwan das leere Schiff in Kristiansand übernommen und sollte in Dünkirchen die erste Ladung aufnehmen. Im Hafen von IJmuiden wollte der Kapitän Öl bunkern. Aufgrund eines schweren Sturms war der Lotsendienst gezwungen seine Arbeit einzustellen, sodass die Wan Chun vor der Küste vor Anker ging. Am Morgen des 13. November riss eine der beiden Ankerketten und das Schiff wurde in schwerer See an den Küstenstrand gespült. Die 29 Mann Besatzungsmitglieder konnten von der Koninklijke Nederlandse Redding Maatschappij mithilfe eines Seilzuges gerettet werden, wobei diese Rettungsmethode das letzte Mal bei dieser Rettungsgesellschaft Einsatz kam. Mehrere Bergungsunternehmen begutachteten das gestrandete Schiff, hielten aber eine Rettung für aussichtslos, da das Schiff hoch an den Strand gespült worden war.

### Verbleib 1972–1975
Im Dezember 1972 kaufte das Bergungsunternehmen Elfrink das Schiff, nachdem sich die taiwanesische Reederei von der Schiffsversicherung hatte auszahlen lassen. Das Bergungsunternehmen beabsichtigte das Schiff bis Sommer 1973 zu bergen. Im Februar 1973 begannen die Baggerarbeiten, um das Schiff freizugraben. Anfang April desselben Jahres zerstörte ein Sturm den bisherigen Arbeitsfortschritt und einige Baugeräte. Nach Wiederaufnahme der Arbeiten, schien Anfang Juni eine Bergung des Schiffes wieder möglich. Nachdem der Motor angesprungen war und auch die Schiffsschraube sich drehte, musste aber, nach anfänglichen Freischleppversuchen, ein vor Ort befindlicher Schlepper aufgrund des schlechten Wetters die Bergungsunternehmung abbrechen. Nach diesem Versuch wurden dem Bergungsunternehmen weitere Rettungsversuche, aufgrund der einsetzenden Strandsaison, bis September von den lokalen Behörden untersagt. Nach weiteren Bergungsversuchen bekam das Schiff Anfang November 1973 schließlich Schlagseite und kippte auf die Backbordseite. Nach der erneuten Havarie des Wracks wurde das lokale Abbruchunternehmen Kruk mit der Verschrottung des Schiffes in situ beauftragt.
Im April 1974 brach Feuer an Bord des Wracks aus und brannte für mehrere Tage, da die lokale Feuerwehr, aufgrund der Explosionsgefahr durch Öltanks und Sauerstoffflaschen des Abwrackunternehmens, entschied nicht zu löschen. Bis März 1975 waren die Abwrackarbeiten abgeschlossen und das Metall wurde bei den Hogoovens IJmuiden eingeschmolzen. Nur einige Wrackteile der Wan Chun verblieben tief im Sand steckend.

## Auswirkungen
Die Strandung der Wan Chun war in den niederländischen Medien ein viel beachtetes Ereignis. Bis zu seiner vollständigen Beseitigung war das Schiff zudem eine überregional bekannte Sehenswürdigkeit. Im vierzigsten Jahr der Schiffsstrandung, 2013, organisierte das Strandmuseum in Castricum eine Ausstellung mit Souvenirs, die Schaulustige vom Wrack der Wan Chun entfernt hatten. Im Jahr 2020 erschien ein Dokumentarfilm über die Havarie und ihre Auswirkungen auf das Umland im örtlichen Fernsehsender TV Castricum.

## Galerie

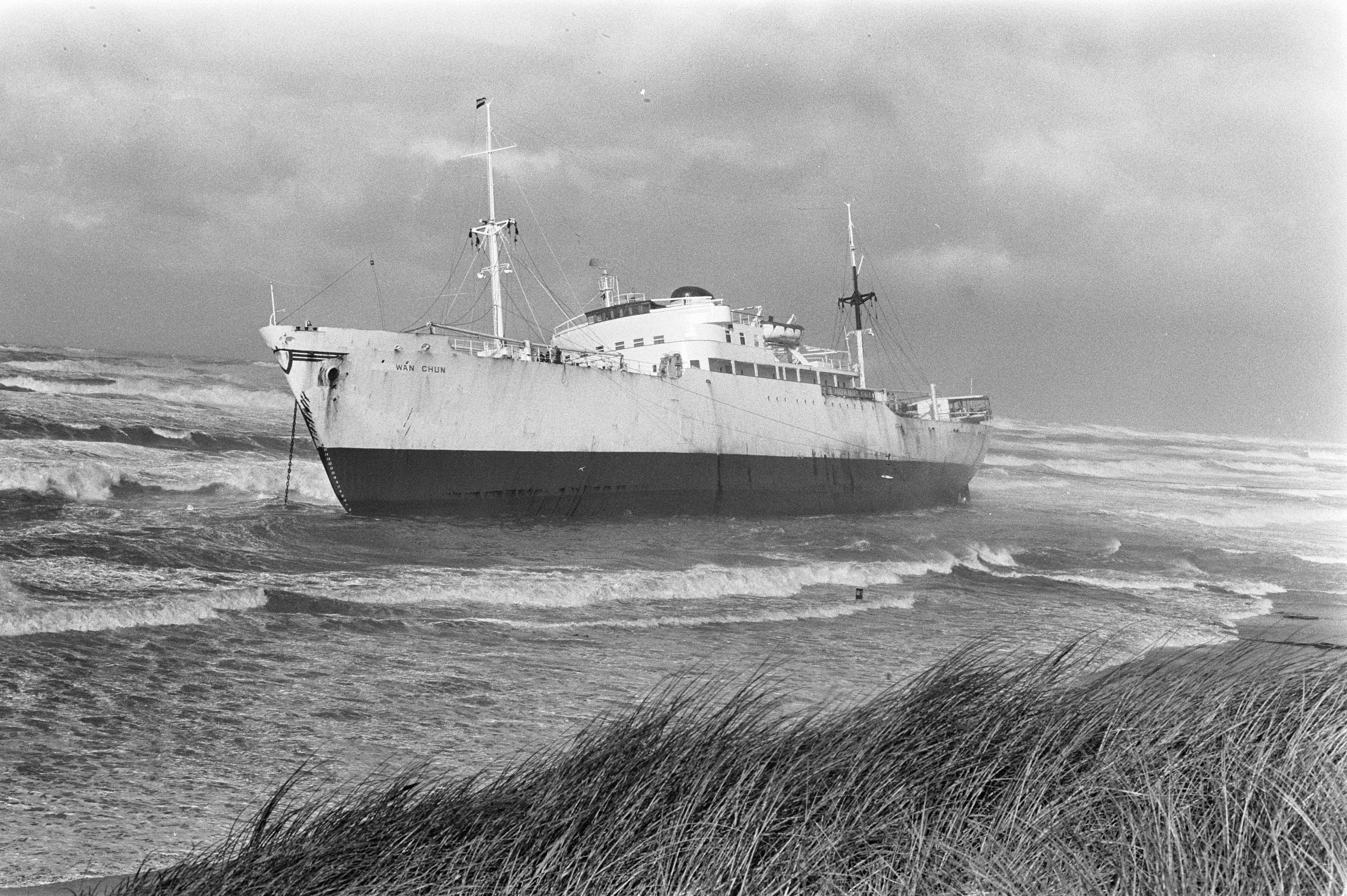
Die gestrandete Wan Chun am 13. November 1972, dem Tag der Havarie, vom Strand aus gesehen
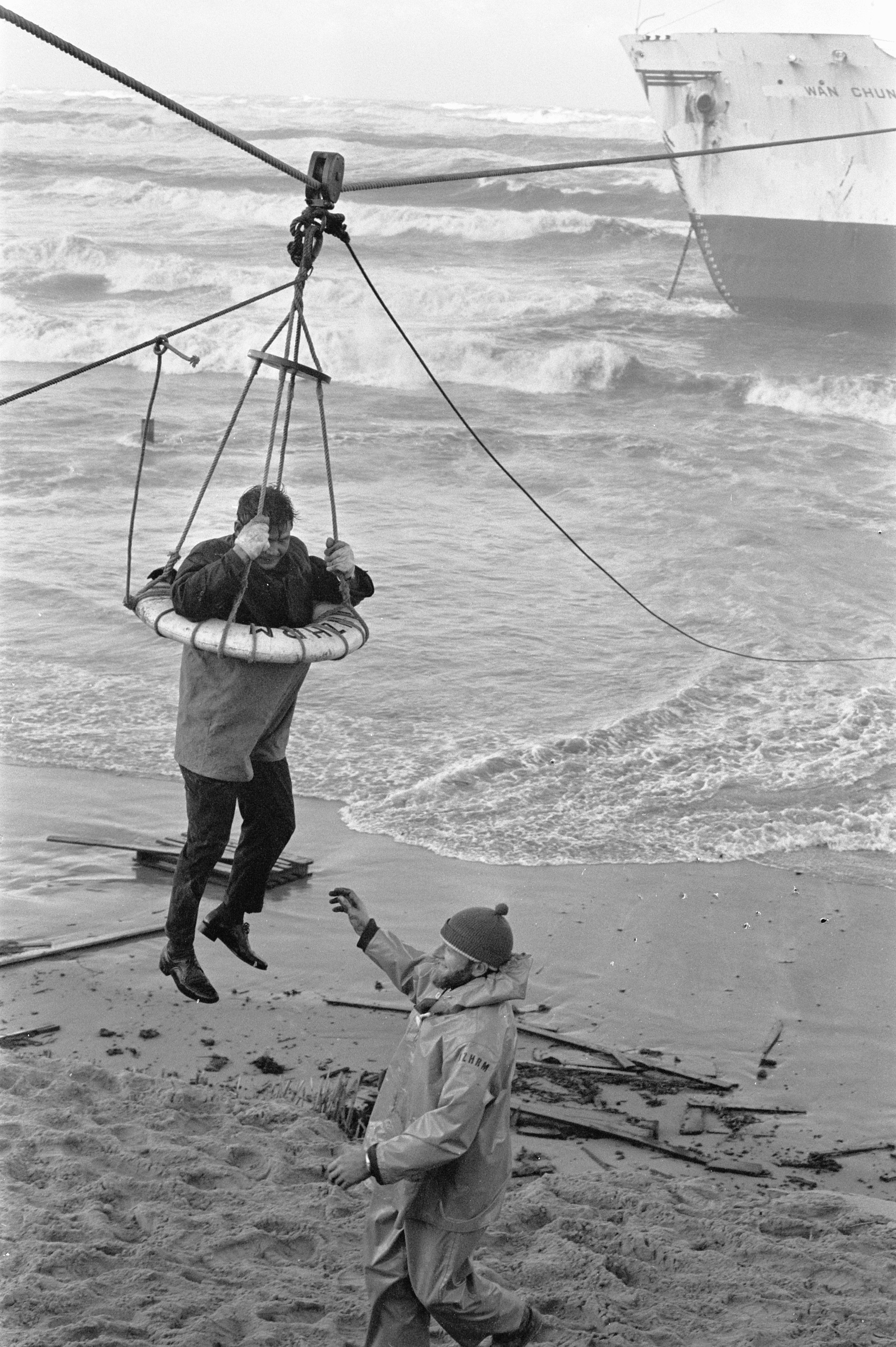
Rettung eines der Besatzungsmitglieder am Tag der Havarie
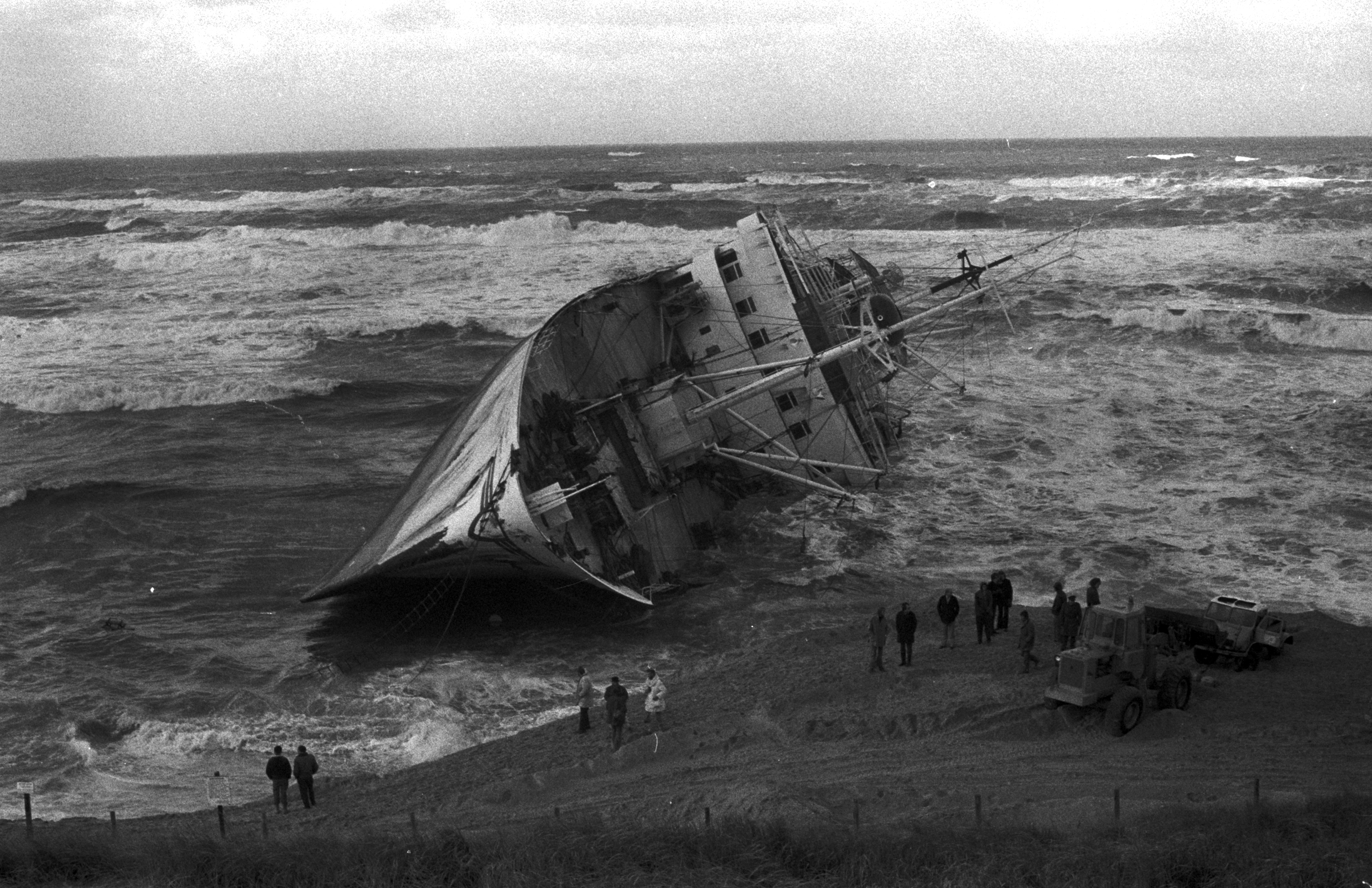
Das gekenterte Schiff, 1973
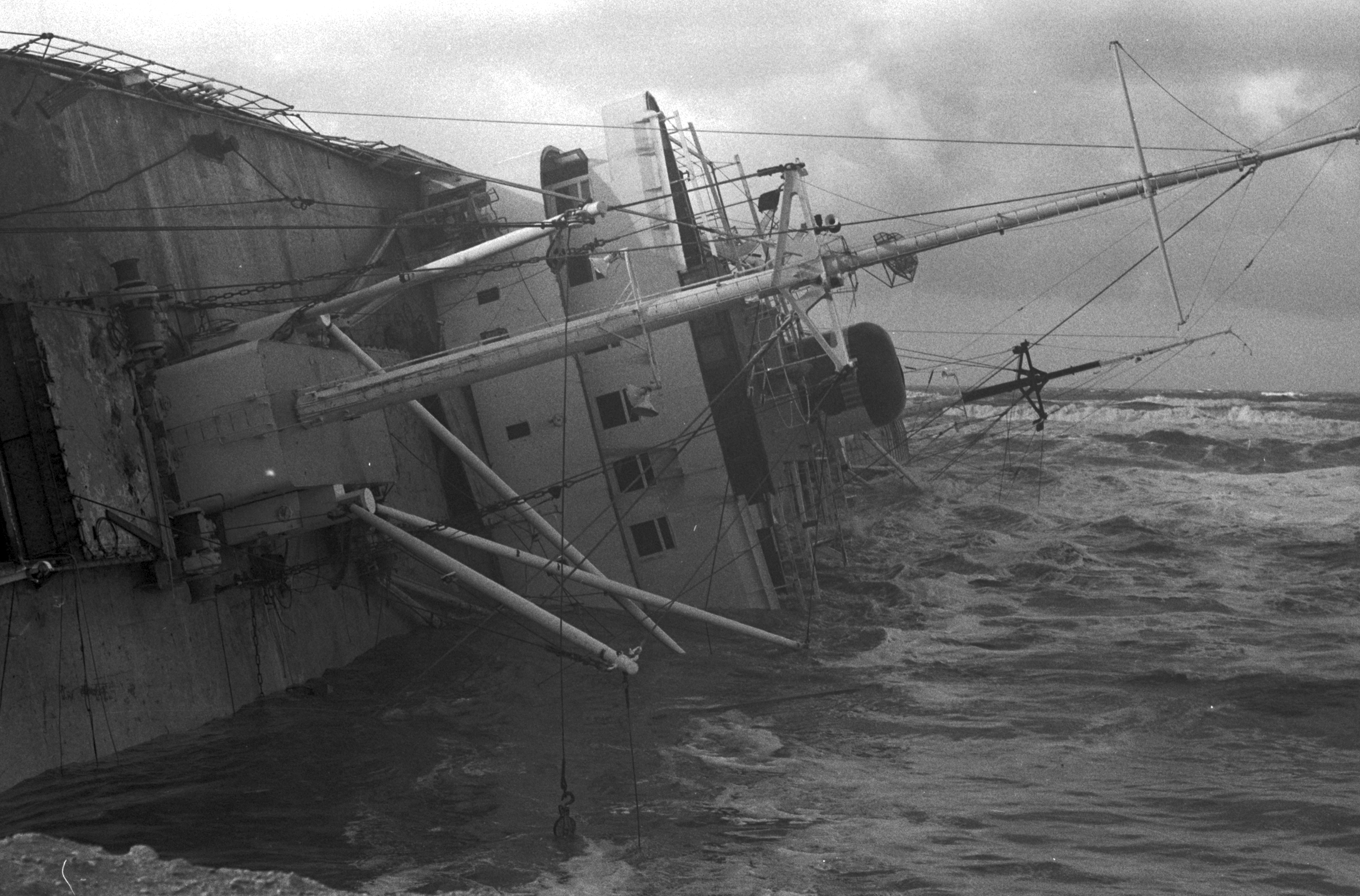
Nahaufnahme des Decks, 1973
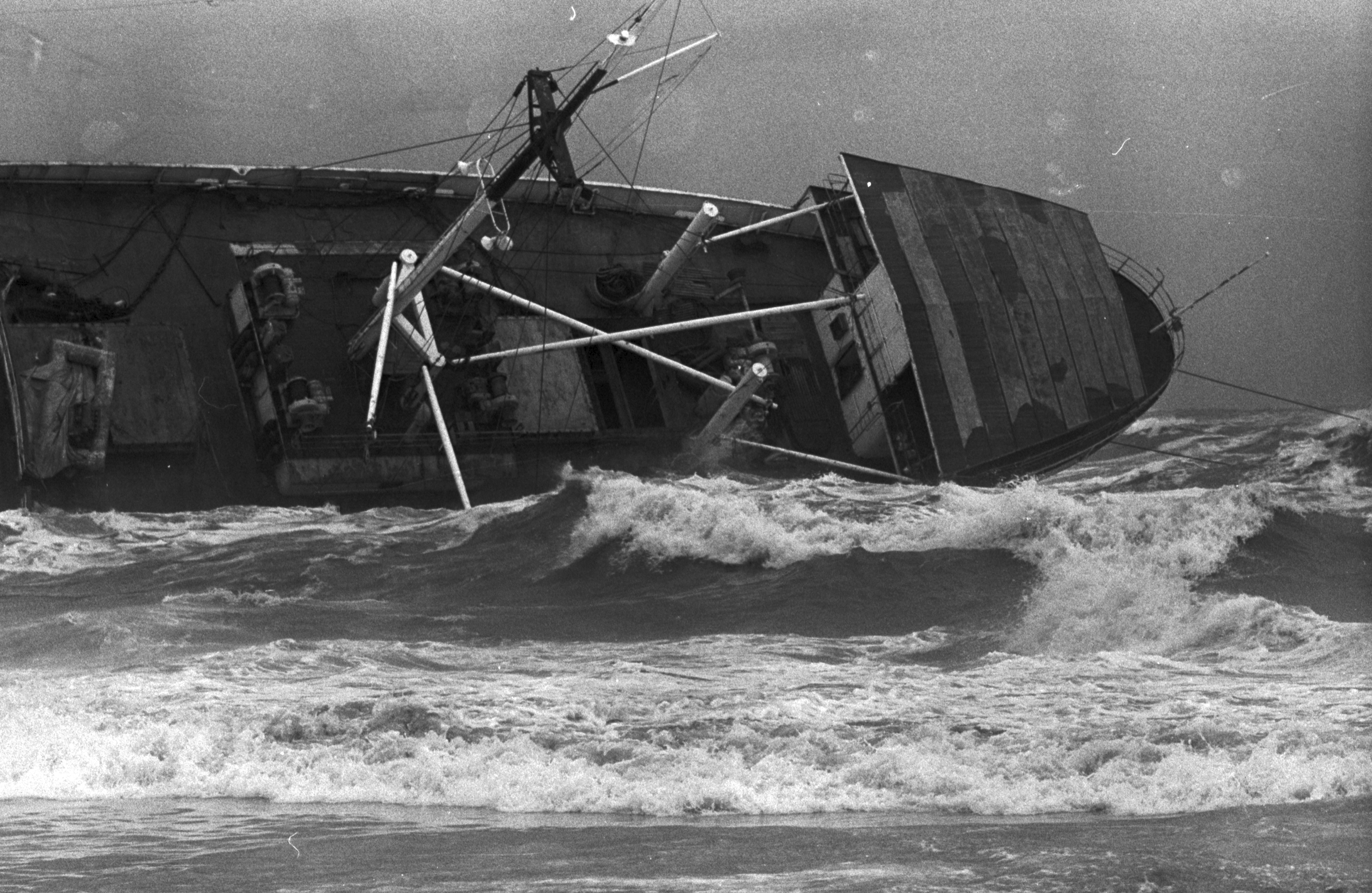
Nahaufnahme des Hecks, 1973
- Nachrichtenaufnahme über die Abwrackarbeiten, 1974